# 14203 Хокінг
14203 Хокінг (14203 Hocking) — астероїд головного поясу, відкритий 25 грудня 1998 року.
Тіссеранів параметр щодо Юпітера — 3,202.